# برنامج ثقافي
وهي برامج خاصة لنشر الوعي الثقافي بين المشاهدين وقد تكون لأجل عرض وتعليم مناهج الأطفال بالمدارس أو هدفها نشر الوعي الصحي بين المشاهدين، أو غير ذلك من برامج ثقافية تعليمية يراد منها تثقيف المشاهد وزيادة الوعي العلمي لديه، ومنها الأفلام الثقافية عن عالم الحيوان أو عالم النبات أو الفلك وغرائب الكون وغير ذلك.
وقد تنفذ بعدة طرق منها المسابقات التلفزيونية بين فريقين ومنها الزيارات الميدانية لاحد المعالم الأثرية وتدوين ما يشاهده الزائر وزيارت المتاحف ومعارض الكتاب أو معارض الكمبيوتر وغيرها